# Joanni Perronet
Joanni Maurice Perronet, född 19 oktober 1877 i Paris, död 1 april 1950 i Paris, var en fransk fäktare.
Perronet blev olympisk silvermedaljör i florett vid sommarspelen 1896 i Aten.